# Goudian
Goudian (kinesiska: 宼店, 宼店镇) är en köping i Kina. Den ligger i provinsen Henan, i den centrala delen av landet, omkring 94 kilometer väster om provinshuvudstaden Zhengzhou.
Genomsnittlig årsnederbörd är 666 millimeter. Den regnigaste månaden är juli, med i genomsnitt 134 mm nederbörd, och den torraste är december, med 7 mm nederbörd.